# 顔の幅と高さの比
顔の幅と高さの比（かおのはばとたかさのひ, 英: Facial width to height ratio）（fWHR）あるいは顔の縦横比とは、考古学で用いる頭蓋骨の測定値の尺度である。fWHRは思春期のテストステロンとの関連性が指摘され、それに基づき攻撃性の予測因子、暴力による死、そしてCEOの成功確率などとの関わりが示唆される。ほとんどの研究では有意性がいくつか見出されたが、対象をこれらに限定した複数の研究では相関関係がほとんど見られないとしている。

fWHRは霊長類の研究にも利用されており、同様の結果が得られている。
顔の横幅は上顎骨幅（顔の最も広い中央部分）を測り、縦の長さは全長ではなく、瞼の上端（鼻の付け根あたり）から上唇の上端までとする。なお、この測定法を使って歴史上の人物の写真から尺度を得ようとする場合、表情の関係で実験誤差が生じることがある。
以上は考古学で用いる尺度ではあるが、顔の印象を考えた場合、髪型を変えると顔の縦横比の「印象」は大きく変わる。例えば額を出すと面長顔（細長い顔）の印象を与え、前髪を垂らすと細長くない顔の印象を与える。この様に人々に与える「印象」に着目した顔の縦横比の研究もあり、それによれば額を出した細長い印象の顔は大人っぽい印象顔、前髪を垂らした細長くない印象の顔は子供っぽい印象顔になるという研究もある。

## 関連文献
牟田淳「アンケートに基づく顔の印象の研究」「顔学」15巻、日本顔学会、2015年、105-122頁